# Castrul roman Jidava

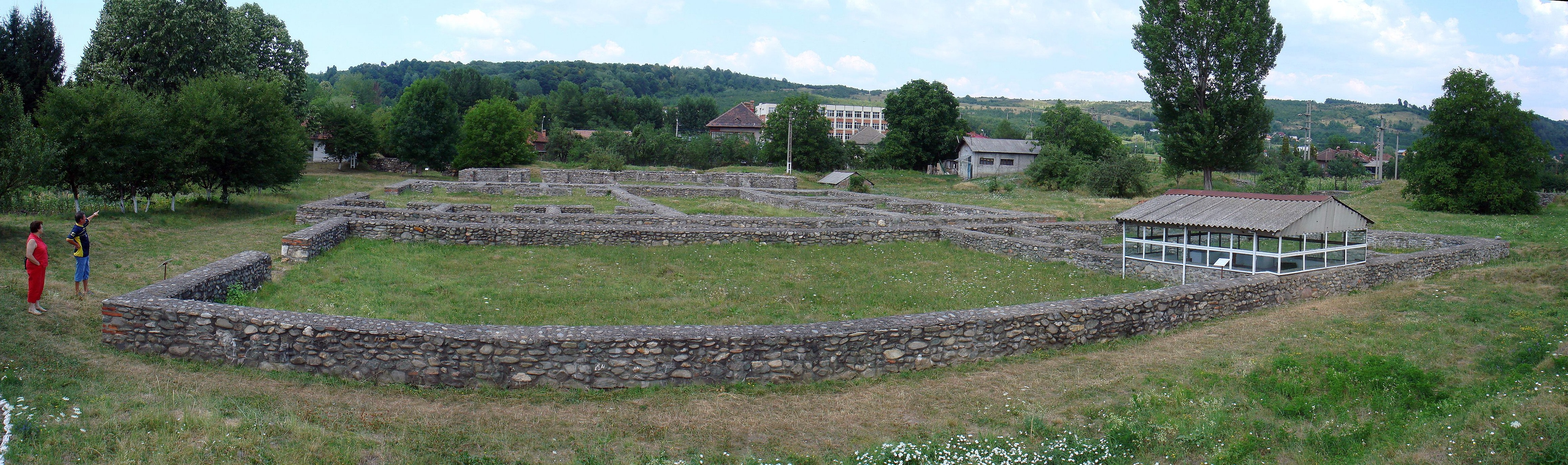
Castrul roman Jidava, văzut dinspre porta principalis sinistra.
În prim plan principia şi, în dreapta, hipocaustul reconstituit (adăpostit sub o construcţie din sticlă)

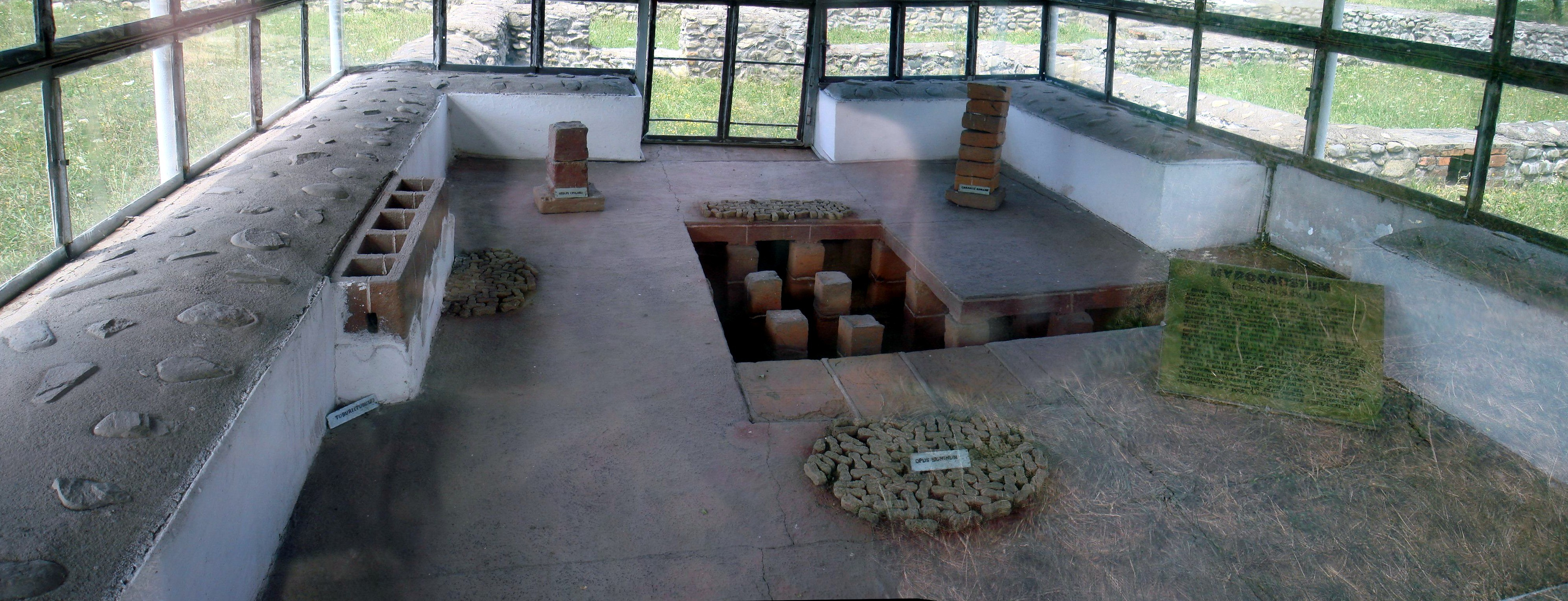
Hipocaustul din castrul Jidava (reconstiture parțială)

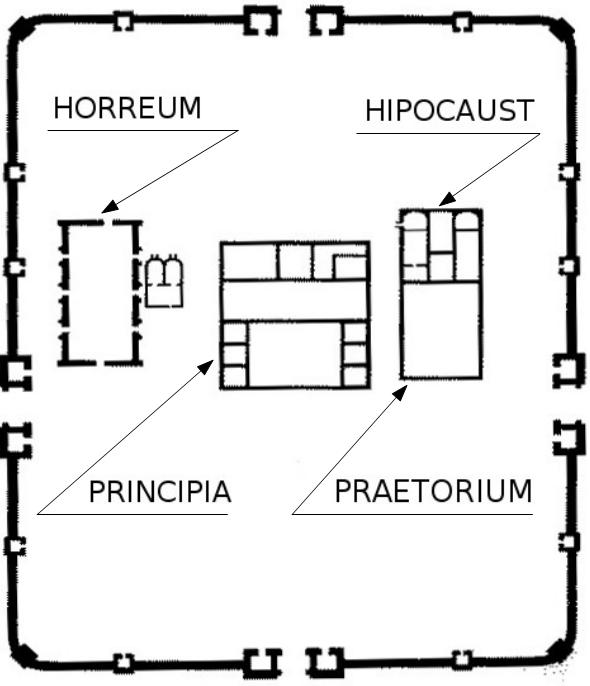
Planul castrului roman Jidava

Jidava (sau Jidova, sau Sidova) a fost un castru roman din linia fortificată Limes Transalutanus, ale cărui ruine se află pe teritoriul fostului sat Apa Sărată, în prezent înglobat în orașul Câmpulung, județul Argeș.
Castrul are formă dreptunghiulară, cu laturile de 132 m și 98 m. În partea centrală a incintei au fost clădite horreum (magazia de cereale), clădirea ofițerilor, principalia (comandamentul), praetorium (clădirea comandamentului castrului). De o parte și de alta a acestor construcții de piatră, la nord și la sud, erau plasate hibernalia (barăcile soldaților).
Accesul în castru se făcea prin patru porți: Porta praetoria (poarta principală de intrare), Porta decumana (poarta de ieșire), Porta sinistra (poarta din stânga) și  Porta Dextra (poarta din dreapta). Comunicarea directă între paetorium și porți se făcea prin drumuri: Via praetoria și Via decumana.
Castrul este considerat ca fiind cel mai important fort de apărare de pe Limes Transalutanus, având rolul de a controla drumul ce trecea prin Pasul Bran. A fost construit  între anii 190-211, în timpul împăraților Commodus și Septimius Severus, fiind singurul castru de piatră de pe Limes Transalutanus.
Castrul a fost mistuit de un incendiu devastator între anii 244-245 ca urmare a invaziei carpilor. Această învazie a distrus toate fortificațiile de pe limesul Transalutan.
Castrul a fost descoperit în anul 1876 de către arheologul Dimitrie Butculescu care a realizat și o primă cercetare a acestui castru. Cercetările arheologice sistematice au început din anul 1962. S-au descoperit o parte a construcțiilor din interiorul castrului și zidul de incintă. Zidurile au fost consolidate iar zidul de incintă de pe latura de sud a fost supraînălțat refăcându-se turnul de curtină. De asemenea a fost reconstituit hipocaustul (hypocaustum) din praetorium.
În zona castrului s-au descoperit monende, unele dintre ele fiind din timpul împăratului Gordian al III-lea, cărămizi cu inscripții în latină ce aveau dimensiunile aproximative de 42/28/6,5 cm, vârfuri de săgeți, vase de lut și diferite scoabe, piroane, cârlige metalice. În interiorul castrului există un muzeu permanent ce expune numeroasele obiecte descoperite pe teritoriul castrului. În prezent, ruinele castrului roman Jidava sunt valorificate turistic de Muzeul Județean Argeș.
Situl Jidava este cuprins în Lista monumentelor istorice din Județul Argeș cu două monumente:
- La nr. curent 7, cu codul AG-I-m-A-13357.01 este Castrul de pământ de la începutul secolului II.
- La nr. curent 8, cu codul AG-I-m-A-13357.02 este Castrul de piatră de la sfârșitul secolului II și începutul secolului III.

În ciuda situației de monument istoric, există terenuri împărțite de primărie exact pe situl marelui castru roman de la Jidava.